# Elivélton (Fußballspieler, 1993)
Elivélton de Araujo Rego (* 30. Januar 1993 in Pedreiras), auch bekannt als Elivélton, ist ein brasilianischer Fußballspieler.

## Karriere
Elivélton Karriere erlernte das Fußballspielen in der Jugendmannschaft von Grêmio Barueri im brasilianischen Barueri. Hier unterschrieb er 2011 auch seinen ersten Vertrag. Von August 2011 bis Mai 2012 wurde er an den Goiás EC ausgeliehen. Mit dem Verein aus Goiânia gewann er 2021 die Staatsmeisterschaft von Goiás. Im Anschluss wurde er an den FC Santos ausgeliehen. Hier spielte er in der zweiten Mannschaft. Von 2013 bis 2018 spielte er für die brasilianischen Vereine Atlético Goianiense, Avaí FC, Guarani FC, CA Hermann Aichinger, FC Cascavel, Ituano FC und den EC Noroeste. Zu Beginn der Saison 2019 wechselte er im Januar 2019 nach Thailand. Hier unterschrieb er in Phrae einen Vertrag beim Drittligisten Phrae United FC. Mit Phrae spielte er in der Upper Region der Liga. Am Ende der Saison feierte er mit Phrae die Vizemeisterschaft und den Aufstieg in die zweite Liga. Nach dem Aufstieg kehrte er nach Brasilien zurück. Bis Mitte Juli 2022 spielte er für die brasilianischen Vereine Corumbaense FC, Vitória FC (ES), Barcelona FC (BA), CS Sergipe, AO Itabaiana und den Costa Rica EC. Mitte Juli 2022 zog es ihn wieder nach Thailand, wo er einen Vertrag bei seinem ehemaligen Verein Phrae United unterschrieb. In der Saison 2022/23 bestritt er 19 Ligaspiele für Phrae. Zu Beginn der Saison 2023/24 wechselte er zum Drittligisten Phitsanulok FC. Mit dem Verein aus Phitsanulok spielte er achtmal in der Northern Region der Liga. Nach der Hinserie wurde sein Vertrag im Dezember 2023 nicht verlängert. Im Januar 2024 kehrte er in seine Heimat zurück. Hier nahm ihn der AO Itabaiana aus Itabaiana unter Vertrag.

## Erfolge
Goiás EC
- Staatsmeisterschaft von Goiás: 2012